# Cenves
Cenves és un municipi francès situat al departament del Roine i a la regió d'Alvèrnia-Roine-Alps. L'any 2007 tenia 388 habitants.

## Demografia

### Població
El 2007 la població de fet de Cenves era de 388 persones. Hi havia 154 famílies de les quals 40 eren unipersonals (24 homes vivint sols i 16 dones vivint soles), 59 parelles sense fills, 43 parelles amb fills i 12 famílies monoparentals amb fills.
La població ha evolucionat segons el següent gràfic:
Habitants censats

### Habitatges
El 2007 hi havia 220 habitatges, 155 eren l'habitatge principal de la família, 52 eren segones residències i 13 estaven desocupats. 207 eren cases i 10 eren apartaments. Dels 155 habitatges principals, 137 estaven ocupats pels seus propietaris, 16 estaven llogats i ocupats pels llogaters i 2 estaven cedits a títol gratuït; 7 tenien dues cambres, 23 en tenien tres, 44 en tenien quatre i 81 en tenien cinc o més. 122 habitatges disposaven pel capbaix d'una plaça de pàrquing. A 61 habitatges hi havia un automòbil i a 80 n'hi havia dos o més.

### Piràmide de població
La piràmide de població per edats i sexe el 2009 era:
| Homes | Edats   | Dones |
| ----- | ------- | ----- |
| 0     | 95 o +  | 0     |
| 0     | 90 a 94 | 0     |
| 0     | 85 a 89 | 12    |
| 0     | 80 a 84 | 4     |
| 12    | 75 a 79 | 4     |
| 4     | 70 a 74 | 8     |
| 24    | 65 a 69 | 12    |
| 0     | 60 a 64 | 12    |
| 4     | 55 a 59 | 8     |
| 8     | 50 a 54 | 4     |
| 8     | 45 a 49 | 4     |
| 8     | 40 a 44 | 12    |
| 24    | 35 a 39 | 8     |
| 16    | 30 a 34 | 16    |
| 16    | 25 a 29 | 12    |
| 4     | 20 a 24 | 0     |
| 8     | 15 a 19 | 4     |
| 4     | 10 a 14 | 12    |
| 8     | 5 a 9   | 8     |
| 20    | 0 a 4   | 8     |

## Economia
El 2007 la població en edat de treballar era de 248 persones, 178 eren actives i 70 eren inactives. De les 178 persones actives 169 estaven ocupades (93 homes i 76 dones) i 10 estaven aturades (2 homes i 8 dones). De les 70 persones inactives 28 estaven jubilades, 22 estaven estudiant i 20 estaven classificades com a «altres inactius».

### Ingressos
El 2009 a Cenves hi havia 157 unitats fiscals que integraven 386 persones, la mediana anual d'ingressos fiscals per persona era de 18.440 €.

### Activitats econòmiques
Dels 22 establiments que hi havia el 2007, 9 eren d'empreses de construcció, 1 d'una empresa de comerç i reparació d'automòbils, 1 d'una empresa de transport, 1 d'una empresa d'hostatgeria i restauració, 1 d'una empresa immobiliària, 7 d'empreses de serveis, 1 d'una entitat de l'administració pública i 1 d'una empresa classificada com a «altres activitats de serveis».
Dels 7 establiments de servei als particulars que hi havia el 2009, 2 eren paletes, 2 guixaires pintors, 2 fusteries i 1 lampisteria.
L'any 2000 a Cenves hi havia 30 explotacions agrícoles que ocupaven un total de 672 hectàrees.

## Equipaments sanitaris i escolars
El 2009 hi havia una escola elemental integrada dins d'un grup escolar amb les comunes properes formant una escola dispersa.

## Poblacions més properes
El següent diagrama mostra les poblacions més properes.